# NGC 6790
NGC 6790是一個年輕、緻密行星狀星雲，具有高表面亮度，位於天鷹座。根據哈伯太空望遠鏡的成像顯示，星雲中心恆星周圍有細長的殼層。

## 物理性質
科學家對這個星雲的距離知之甚少，直徑估計約為19光年，大約有6000年的歷史。
中性氫成分的膨脹速度介於15−19km/s範圍內。中心恆星為一顆白矮星，溫度約73,500K，視星等為11.1等，質量為0.6 M☉，由質量與太陽大致相同的恆星演化而來。

## 外部連結
- Kaler, James B. . STARS.   [2020-05-10]. （原始内容存档于2023-09-26）.
- 维基共享资源上的相關多媒體資源：NGC 6790
- The Hubble European Space Agency Information Centre Hubble picture and information on NGC 6790